# Osječka obilaznica
Osječka obilaznica podrazumijeva prometnice koje obilaze Osijek rasterećujući na taj način gradske ulice. Općenito se govori o južnoj i zapadnoj obilaznici.

## Južna obilaznica
Južna obilaznica, službeno, Obilaznica 106. brigade ZNG RH, dio je državne ceste D2. Izvorno je građena od 1973. do 1989. kao dvotračna cesta za dvosmjerni promet. Zbog nedovoljnog prometnog opterećenja u trenutcima izgradnje izgrađen je samo današnji sjeverni kolnik, a gradnja južnog odgođena je do daljnjeg. Ubrzo se promet drastično povećao, pa je južna obilaznica postala jednim od najprometnijih pravaca u Hrvatskoj. 
Dugo odgađana izgradnja južnog kolnika, a samim time i nadogradnja obilaznice na profil brze ceste, konačno je počela početkom rujna 2011. Radovi su tekli znatno sporije od očekivanog, među ostalim i zbog često nepovoljnih vremenskih prilika i imovinskih odnosa, a neko su vrijeme godine 2013. bili i prekinuti jer Osijek Koteks kao izvođač nije izvršavao ugovorne obveze. Kao posljedica svega toga rok završetka proširenja obilaznice nije ispoštovan pa je gradnja trajala 50 mjeseci, umjesto predviđenih 30. Dionica od čvora Josipovac do čvora Čepinska otvorena je 23. prosinca 2014., dok su radovi na preostalom dijelu od čvora Čepinska do čvora Tenjska još izvođeni tijekom idućih 11 mjeseci. Konačno je južna obilaznica cijelom svojom duljinom u punom profilu otvorena 5. studenog 2015.
Ukupna duljina južne obilaznice 22 kilometra, a poteže se od križanja Joipovac sa cestom D34 do križanja Nemetin sa cestom D417, dok je duljina brze ceste 12,9 kilometara, koja se proteže od čvora Josipovac, gdje se spaja s autocestom A5, do čvora Tenjska.

## Zapadna obilaznica
Zapadna obilaznica izmještena je državna cesta D7 koja povezuje Čepin sa Švajcarnicom preko zapadnog ruba Osijeka. Izvorno je D7 prolazila istočno od središta grada, odnosno, vodila je glavnom ulicom kroz Čepin i Livanu, Ulicom sv. L.B. Mandića, preko južne obilaznice i Trpimirove ulice i mosta dr. Franje Tuđmana do Baranje pa glavnim ulicama u Bilju i Dardi. Takvo stanje bilo je problematično jer je sav tranzitni promet, zbog nedostatka alternativnog pravca, prolazio kroz gusto naseljeni dio grada i na taj način usporavao sav promet i oštećivao prije svega Trpimirovu ulicu. Izgradnjom zapadne obilaznice, čija je dionica od Strossmayerove ulice u zapadnom dijelu Osijeka do Švajcarnice u Baranji otvorena 7. studenog 2007., omogućeno je preseljenje tranzitnog prometa u rubni dio grada, a time i rasterećenje Trpimirove ulice. 
Zapadna obilaznica dvotračna je cesta za dvosmjerni promet ukupne duljine oko 25 kilometara. Dionica od Strossmayerove ulice do Švajcarnice duga je oko 11 kilometara, a na njoj se nalazi 12 objekata kao što su nadvožnjaci, podvožnjaci, mostovi i prolazi za životinje. Najveći od njih je most preko Drave, dugačak 660,6 metara.